# Jairo Quinteros
Jairo Quinteros Sierra (Santa Cruz de la Sierra; 7 de febrero de 2001) es un futbolista boliviano. Juega como defensa central. Su actual equipo es el Oriente Petrolero de la Primera División de Bolivia.

## Trayectoria
Natural de Santa Cruz, Bolivia, a los 4 años se mudó a España, en concreto a Cartagena junto a su familia. Quinteros comenzó su carrera en las categorías inferiores de la Escuela de Fútbol Ciudad Jardín en Cartagena, antes de ingresar más tarde en la cantera del Valencia de LaLiga. Durante la temporada 2017-18 jugaría cedido por los valencianistas durante una temporada en el juvenil del FC Cartagena.
El 12 de febrero de 2020, tras acabar su formación en el juvenil del Valencia CF, Quinteros firmó con el Inter de Miami de la Major League Soccer. Después de firmar con el club, fue cedido inmediatamente al Club Bolívar en la Primera División de su natal Bolivia.
Quinteros hizo su debut profesional con el Club Bolívar el 27 de febrero ante el Real Santa Cruz. Fue titular en el Bolívar y jugó todo el partido en la victoria por 4-2.
Una vez terminada su cesión en el club Club Bolívar retornó al Inter de Miami.
El 1 de septiembre de 2022, llega a España para firmar por el Real Zaragoza de la Segunda división de España para dos temporadas, aunque no ha llegado a debutar en el equipo hasta el momento.
Para el primer semestre de 2023, Real Zaragoza decide optar por la cesión en el Club Bolívar para que el jugador gane minutos en otro club. El club boliviano fichó a Quinteros el 3 de julio de ese año.

## Selección nacional
Quinteros ha representado a Bolivia en las categorías sub-20 y sub-23. El 2 de enero de 2019, Quinteros fue convocado por parte de la Selección Bolivia Sub-20 para el Sudamericano Sub-20 de 2019. Jugó todos los partidos, desafortunadamente Bolivia terminó último en su grupo.
El 3 de junio de 2021, hizo su debut con la absoluta de Bolivia frente al combinado de Venezuela, en un encuentro clasificatorio para la Copa Mundial de fútbol 2022 en el que ganarían por tres goles a uno.

### Participaciones en torneos internacionales
| Campeonato                              | Sede     | Resultado    | Partidos | Goles |
| --------------------------------------- | -------- | ------------ | -------- | ----- |
| Sudamericano Sub-20 de 2019             | Chile    | Primera fase | 4        | 0     |
| Preolímpico Sudamericano Sub-23 de 2020 | Colombia | Primera fase | 4        | 0     |
| Copa América 2021                       | Brasil   | Primera fase | 3        | 0     |

### Participaciones en Eliminatorias al Mundial
| Eliminatorias                 | Resultado | Partidos | Goles |
| ----------------------------- | --------- | -------- | ----- |
| Eliminatorias Mundial de 2022 | 9.º lugar | 10       | 0     |

## Clubes
| Club                  | País           | Año               |
| --------------------- | -------------- | ----------------- |
| Inter de Miami        | Estados Unidos | 2020              |
| Club Bolívar (cesión) | Bolivia        | 2020 - 2021       |
| Inter de Miami        | Estados Unidos | 2022              |
| Real Zaragoza         | España         | 2022 - 2023       |
| Club Bolívar          | Bolivia        | 2023 - 2025       |
| Oriente Petrolero     | Bolivia        | 2025 - Actualidad |